# Иван Аксаков
Вижте пояснителната страница за други личности с името Аксаков.
Иван Сергеевич Аксаков е руски публицист, обществен деец, славянофил.

## Биография
Роден е на 8 октомври 1823 г. в с. Надеждино, Оренбургска губерния, в семейството на писателя Сергей Аксаков. Младежките му години преминават в Москва и Санкт Петербург.
Завършва училище по право и започва работа в Московския департамент на председателя на Сената. Служи в Калужката и Астраханската криминална съдебна палата. Чиновник за особени поръчения в Министерството на вътрешните работи (1848). Излиза в оставка и се заема с литературна дейност от 1851 г.
Редактор е на „Московский сборник“. Попада под полицейски надзор за прояви на свободомислие. 

### Славянофилство
По време на Кримската война е доброволец. Участва в едно народно опълчение в Бесарабия, където се запознава с положението на българите, срещайки се с български преселници и доброволци.
Принадлежи към славянофилския обществен кръг. В началото на 1858 г. участва в създаването на Славянското благотворително общество в Москва, същата година е редактор на списание „Русская беседа“, а през 1859 г. предприема издаването на седмичния вестник „Парус“, който мисли да превърне в „централен орган на славянската мисъл“, но поради смелия му език цензурата спира издаването при третия брой. След това Иван Аксаков предприема пътуване по славянските земи. От 1861 до 1865 г. издава в. „День“, после в. „Москва“ (1967 – 1868).
От 1868 г. е председател на Московския славянски комитет, но Марин Дринов отбелязва, че Иван Аксаков бил душата на тази организация още от създаването ѝ, макар и най-напред секретар, после подпредседател и след смъртта на Михаил Погодин – председател. Водещ идеолог на славянофилството.
В статиите и речите си Иван Аксаков отделя особено много място на българите. Той, по думите на Марин Дринов, изважда славянофилството и особено българофилството от тесния московски кръг и го разпространява по цяла Русия. По време на председателството му се откриват славянски комитети в Петербург (1868), Киев (1869), Одеса (1870) и другаде. Московският славянски комитет използва събираните парични и други средства най-вече за подкрепа на български училища, български издания (Български книжици) и читалища, издържат се български младежи, учещи в Русия, особено в Московския университет. В дома си Аксаков устройва т. нар. аксакови вечери, на които се събират обществени личности, обсъждайки въпроси от различни сфери и на които присъстват и български студенти, имайки възможност да запознават обществото с вълнуващите българите въпроси.
Във връзка с църковно-националната борба на българите Иван Аксаков има големи заслуги за промяна на прогръцките схващания в руското общество, според които стремежът на българите е пагубен за православната вяра. Под влияние на Аксаков, известен като много набожен и привързан към православната църква човек, тези възгледи в обществото, в руската църква и висшите кръгове започват да се променят.
По време на Руско-турската война (1877 – 1878) със средства на Московския славянски комитет е закупена немалка част от оръжието, униформите и снаряжението на Българското опълчение. Яростен критик е на решенията на Берлинския конгрес, за което е изселен от Москва (1878). В навечерието на свикването на Учредителното събрание в Търново е издигната кандидатурата му за български княз.

### Позиция във връзка със Съединението
След Съединението на Княжество България с Източна Румелия заема яростни антибългарски позиции, довели до публикацията на  статия на Захари Стоянов във в. „Независимост“ от 12 март 1886 г., в която наред с другото авторът пише:
| „ | В 24 брой на своята газета вие казвате ясно и открито, че всяко тържество на българите е смърт за Русия, че балканските държави не трябва да имат нищо свое, че те трябва да бъдат притежание на русите, или, по-ясно казано, те трябва да погълнат от вашата държава. Колко сте жестоки покровители. | “ |

### Антисемитизъм
В славянофилския вестник „Русь“, И. Аксаков нарича погромите срещу евреите в Русия от 1882 г. „проява на справедливия народен гняв против икономическия гнет на евреите над руското население“. По-рано, през 1864 г. Аксаков пише, че примирие между евреите и християните е невъзможно, защото „единственият елемент на еврейската националност е отричането на християнството, заради което решението на еврейския въпрос е възможно само при условие, че евреите се откажат от своите религиозни вярвания и признаят Христос за истинския Месия“. В 1867 г. във в. „Москва“ Аксаков прехвърля темата от религиозна на икономическа основа и казва, че „не трябва да се говори за еманципация на евреите, а за еманципация на руснаците от еврейското иго“. Когато биват приети Майските закони, според които на евреите е забранено да живеят в селата, с цел „да се опазят селяните от експлоатацията от страна на евреите“, Аксаков, който се е ползвал по онова време с изключително голямо влияние, одобрява тази жестока правителствена мярка. „Няма съмнение“, пише Аксаков, „че ако евреите... изчезнат от нашия Юг и Запад..., там ще се прояви един нов, икономически здрав живот“. В цитираните от него статии, публикувани в „Съчинения“, т. 3, има десетки примери на антисемитизъм.
Публицистичните му произведения са издадени в 3 тома.

## Почит
Аксаков е почетен чуждестранен член на Българското книжовно дружество (БАН) от 1884 г.
На него са наименувани град Аксаково (област Варна), централни улици в София (Карта) и Варна и Гимназия „Иван Аксаков“ (Пазарджик).